# Lords of Summer
A Lords of Summer egy Metallica-dal, amely először 2014. június 20-án került kiadásra digitálisan letölthető formában, majd 2014. november 28-án, az az évi Lemezboltok Napja alkalmából 12"-es bakeliten. A lemezen a dal digitálisan már megjelent stúdiófelvétele és egy újabb koncertfelvétel szerepel. A Lords of Summer a Billboard "Rock Digital Songs" slágerlistáján a 37. helyig jutott.

## Számlista
Digitális kiadás
1. Lords of Summer (stúdiófelvétel, "First Pass Version") – 8:20

Vinyl kiadás
1. Lords of Summer (stúdiófelvétel, "First Pass Version") – 8:20
2. Lords of Summer (koncertfelvétel, Rock In Rome Sonisphere fesztivál, 2014. július 1.)